# 董明珠
董 明珠（とう めいじゅ、1954年8月12日 - ）は、中華人民共和国の起業家。格力電器会長兼社長。第10期、第11期、第12期、第13期全国人民代表大会代表。中国民主建国会中央委員会常務委員。

## 経歴
1954年8月12日、江蘇省南京市で生まれる。蕪湖幹部教育学院（現在の蕪湖職業技術学院）卒業後、南京化工研究所に勤務する。1990年に南京市を正式に離れて珠海市に赴き、格力エアコンの前身である海利エアコン工程公司に入社した。1994年、格力エアコンが設立された後、董明珠は経営部部長、副社長、副理事長に就任した。2007年、総裁に昇格。2012年5月、朱江洪の後任として、格力電器の董事長（会長）に就任された。 